# 210-я территориальная дивизия «Ха-Башан»
210-я территориа́льная диви́зия «Ха-Баша́н» (ивр. אוגמ"ר 210, אוגדת הבשן‎) (до 2014 года: 366-я та́нковая диви́зия «Нети́в ха-Э́ш» (ивр. אוגדה 366, עוצבת נתיב האש‎)) — территориальная дивизия в составе Северного военного округа Армии обороны Израиля.
В ходе Войны Судного дня была известна под номером 210, вскоре после этого — под номером 49, а затем до 2014 года — под номером 366 и именем «Нетив ха-Эш». В 2014 году была расформирована в качестве резервной танковой дивизии, переименована в дивизию «Ха-Башан» и превращена в территориальную дивизию, ответственную за территориальную оборону Голанских высот.

## История
Дивизия была сформирована накануне Войны Судного дня в рамках программы «Бело-синей готовности» (ивр. כוננות כחול לבן‎) по подготовке к возможной агрессии со стороны сирийской и египетской армий. Дивизия под командованием генерал-майора запаса Дана Ланера была известна под порядковым номером 210.

### Участие в Войне Судного дня
В ходе Войны Судного дня 1973 года в состав дивизии вошли, помимо прочего:
- 179-я танковая бригада «Реэм» под командованием полковника Рана Сарига (7 октября раненого Сарига сменил его заместитель, подполковник Гидеон Цимбель, погибший 8 октября; вслед за этим должность комбрига фактически занимал заместитель комдива, бригадный генерал Моше Бар-Кохба (Бриль), вплоть до возвращение Сарига) (переведена из 36-й дивизии «Гааш», 20 октября переброшена на синайский фронт[1]);
- 679-я танковая бригада под командованием полковника Ури Ора (переведена из 36-й дивизии «Гааш»);
- 9-я мотопехотная бригада «Одед» под командованием полковника Мордехая (Мотке) Бен-Пората (была временно переведена под командование 146-й танковой дивизии «Ха-Мапац» с 8 по 11 октября);
- 282-я артиллерийская бригада «Голан» под командованием полковника Моше Леви;
- 205-я танковая бригада «Маркевот ха-Барзель» под командованием полковника Йоси Пеледа (была временно переведена из 146-й дивизии «Ха-Мапац» с 12 по 17 октября).

Вследствие сирийской атаки на Голанских высотах дивизия была экстренно мобилизована и получила под свою ответственность ведение оборонительных боёв в южном секторе Голанских высот (наравне с 36-й дивизией под командованием Рафаэля (Рафуля) Эйтана, занявшей северный сектор).
7 октября сирийским танковым войскам удалось пробить линии защиты и подойти вплотную к базе штаба 36-й дивизии в Нафахе, но вскоре им пришлось отступить к южной части Голанских высот. 8 октября началась израильская контратака, участие в которой приняла 36-я дивизия, атаковавшая сирийские войска с севера, 210-я дивизия, наступавшая с запада, и подступившая с юга 146-я дивизия под командованием Моше «Мусы» Пеледа. К утру 10 октября сирийские войска были выбиты со всех занятых ими позиций, за исключением форпоста на Хермоне.
Вследствие успеха контратаки было принято решение пробить сирийскую линию защиты и направить израильские войска по направлению к Дамаску с целью принудить Сирию к прекращению военных действий. Основной силой атакующих войск стала 36-я дивизия, а 210-я дивизия разместилась в качестве резерва южней позиций 36-й дивизии к востоку от горы Бенталь. 11 октября 36-я дивизия пробила линию сирийской защиты, и в бой была введена 210-я дивизия, атаковавшая сирийские войска с юга. Вопреки первичным ожиданиям, дивизия (в первую очередь передовая 179-я бригада) встретила ожесточённое сопротивление сирийцев, ожидавших атаки именно с этого направления, и понесла тяжёлые потери (около 40 танков), вследствие чего была подкреплена силами 146-й дивизии. По результатам атаки силы дивизии дошли к сирийскому городку Хан-Арнаба, который был захвачен 471-м батальоном 317-й десантной бригады «Нешер».
Силы 36-й и 210-й дивизий продолжили продвижение вглубь сирийской территории. 12 октября продвижение дивизий было остановлено силами 3-й дивизии подоспевшей на помощь сирийским войскам иракской армии. Тяжёлые бои закончились отступлением иракских войск, но значительные потери 36-й и 210-й дивизии задержали их продвижение по направлению к Дамаску. До прекращения огня 210-я дивизия удерживала захваченные в бою территории.

### Участие в Первой ливанской войне
В Первой ливанской войне дивизия (под номером 49) заняла позиции 36-й дивизии «Гааш» на Голанских высотах и не приняла прямого участия в боевых действиях.

### Участие во Второй ливанской войне
Действия дивизии (под номером 366 и названием «Нетив ха-Эш») во Второй ливанской войне 2006 года подверглись жёсткой критике по окончании войны.
В ходе войны командир дивизии, бригадный генерал Эрез Цукерман, принявший участие в планировании боевых операций Северного военного округа, настоял на мобилизации дивизии, убедив командование в необходимости направить войска в восточный сектор израильско-ливанской границы в районе ливанского города Мардж-Аюн в рамках операции «Шинуй кивун 11». По собственному признанию в дальнейшем Цукерман недооценил тот факт, что танковые силы дивизии долгое время не проходили значительных учений.
10 августа 434-я танковая бригада дивизии пересекла границу с задачей зайти вглубь ливанской территории на расстояние 10 километров, захватить районы ведения ракетного огня по территории Израиля и зачистить территорию от боевиков «Хезболлы». В долине между Мардж-Аюном и деревней Аль-Хиям передовой батальон бригады наткнулся на массивный противотанковый огонь боевиков «Хезболлы» и, понеся первые потери, начал неудачную операцию по эвакуации раненых и боевой техники. Танк комбрига, двигавшийся впереди сил в сопровождении лишь двух бронетранспортёров, оказался оторванным от сил бригады и потерял эффективный контроль над их движениями. В то же время мотопехотной бригаде дивизии, достигшей Мардж-Аюна и не дождавшейся танковых бригад, не были достаточно ясно определены её боевые задачи в подобных условиях. Вследствие данных просчётов продвижение дивизии было остановлено.
По окончании войны комбриг 434-й бригады был отстранён от командования, а в мае 2007 года комдив Цукерман подал в отставку, принимая на себя ответственность за просчёты в действиях дивизии.

### После Второй ливанской войны
В 2013 году, ввиду возрастания угрозы, исходящей от сирийской границы вследствие сирийской гражданской войны, Начальник Генштаба армии генерал-лейтенант Бени Ганц принял решение о передаче ответственности за территориальную оборону Голанских высот от дивизии «Гааш» дивизии «Нетив ха-Эш», превращая дивизию «Нетив ха-Эш», переименованную в «Ха-Башан», получившую номер 210 и переместившую свой штаб на базу Нафах, в территориальную дивизию. Процесс передачи ответственности был завершён в январе 2014 года.
В процессе реорганизации под командование дивизии были поставлены, помимо прочего, 474-я территориальная бригада «Ха-Голан» и 810-я резервная территориальная бригада «Ха-Хермон», в состав резервного разведывательного батальона которой входит особое резервное горнопехотное подразделение (ивр. יחידת האלפיניסטים‎) и спасательное подразделение для работы в снегу («Йехидат Пинуй ха-Шлагим»).

## Командиры дивизии
Среди командиров бригады в прошлом: Дан Ланер (1973—1974), Менахем Авирам (1974—1976), Ури Ор (1976—1977), Авраам Барам (1977—1980), Авигдор Кахалани (1980—1981), Нати Голан (1983—1984), Давид Кац (1984—1986), Габи Ашкенази (1990—1992), Эяль Бен-Реувен (1993—1995), Ханан Бернштейн (1995—1997), Мати Лешем (1997—1998), Ави Мизрахи (1998—2001), Гади Айзенкот (2001—2003), Сами Турджеман (2003—2005), Эрез Цукерман (2005—2007), Коби Барак (август 2007—ноябрь 2009), Офер Цафрир (19 ноября 2009—сентябрь 2012), Офек Бухрис (сентябрь 2012—сентябрь 2015), Янив Асор (сентябрь 2015—февраль 2018), Амит Фишер (февраль 2018—июль 2020), Роман Гофман (июль 2020—сентябрь 2022), Цион Рацон (сентябрь 2022—май 2024).
С 29 мая 2024 года дивизией командует бригадный генерал Яир Пели.